# غابفيلار
غابفيلار، (بالفرنسية: Guebwiller)‏،، تنطق:(‎gebvilɛr‏) (الألمانية: Gebweiler)، هي بلدية في إقليم الراين الأعلى، في غراند إيست، في شمال شرق فرنسا.

## توأمة
لغابفيلار اتفاقيات توأمة مع كل من:
- لوسرن
- كاستلفورينتينو

## أعلام
- روبرت شيلينغ
- ألفريد كاستلر
- تيودور ديك
- جان ريوز